# Іспанський іноземний легіон
Іспанський іноземний легіон (ісп. Legión Española) — військове формування, що входить до складу сухопутних військ Іспанії.
Своїм створенням Іспанський легіон зобов'язаний Хосе Міль'яну Астраю, легендарному генералу, що проявляв на полі бою небачену відвагу і, який втратив в боях руку і око. Саме йому, герою війни в Марокко, який незмінно бився в перших рядах і особисто підіймав бійців в атаку, належить фраза — «Viva la muerte, y muera la inteligencia!» (Слава смерті, і смерть глузду!). Перша частина цього вислову — «Слава смерті!» — є бойовим кличем легіону.
Нині легіон — це елітна частина сил швидкого реагування, що відрізняється високим технічним оснащенням і високим бойовим духом легіонерів. Він знаходиться в постійній готовності для виконання будь-яких військових завдань. Легіон бере участь в миротворчих місіях під егідою ООН та НАТО.

## Зображення

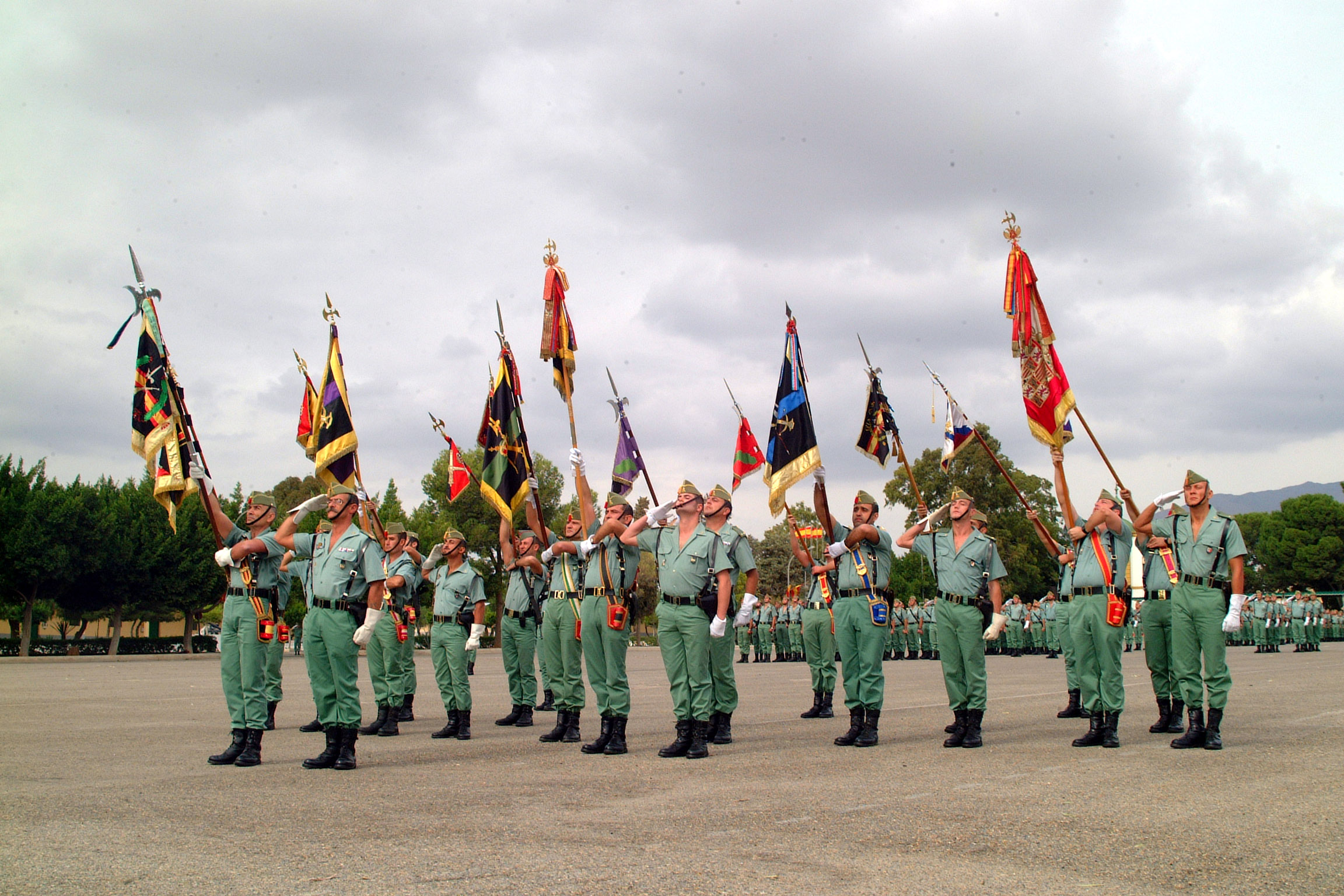
Стяги Легіону на параді
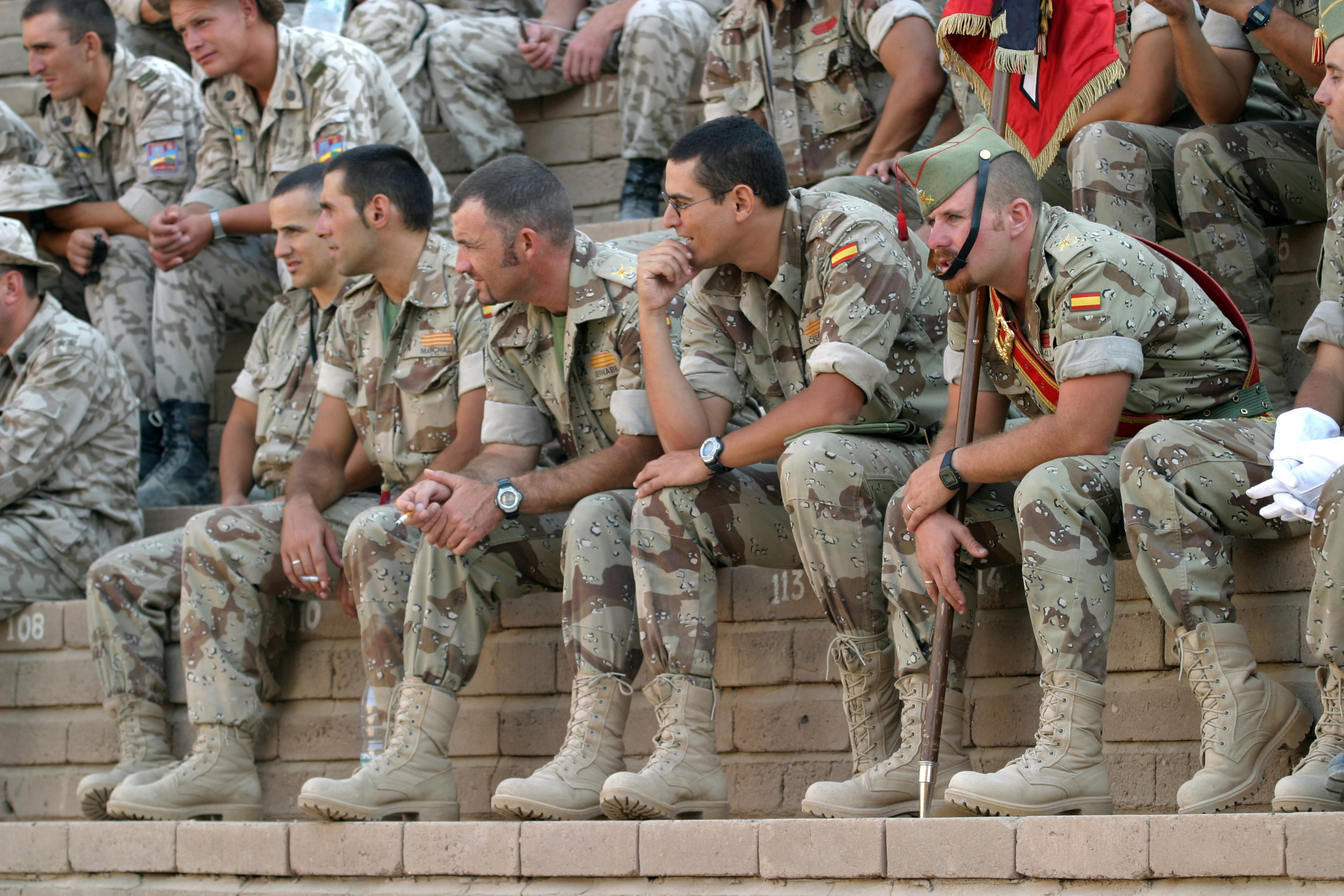
Легіонери в Іраку

## Мережеві посилання
- Офіційний сайт Іспанського легіону (ісп.)
- ІІЛ на ЖЖ (рос.)